# Němčice (district de Kroměříž)
Pour les articles homonymes, voir Němčice.
Němčice (en allemand : Niemtschitz) est une commune du district de Kroměříž, dans la région de Zlín, en République tchèque. Sa population s'élevait à 383 habitants en 2025.

## Géographie
Němčice se trouve à 11 km au nord-nord-ouest de Kroměříž, à 20 km au nord-ouest de Zlín et à 234 km au sud-est de Prague.
La commune est limitée par Stará Ves au nord-ouest, par Kostelec u Holešova et Rymice à l'est, par Třebětice et Pravčice au sud, et par Hulín et Břest à l'ouest.

## Histoire
La première mention écrite du village date de 1261.

## Transports
Par la route, Němčice se trouve à 13 km de Kroměříž, à 28 km de Zlín, à 74 km de Brno et à 281 km de Prague.